# Igreja de Santo André Catabarbara
Sant'Andrea Catabarbara foi uma igreja de Roma, Itália, que ficava onde hoje está o Pontifício Instituto Oriental, na via Napoleone III, no rione Esquilino. Seu nome era "Sant'Andrea Cata Barbara Patricia" no século VIII.

## História
Foi a primeira igreja dedicada a Santo André em Roma e sua fundação provavelmente remonta à época da doação de uma "aula" ("sala") da casa de Júnio Ânio Basso, cônsul em 331, pelo general godo Valila. Uma inscrição oriunda da abside da igreja possivelmente relembra esta doação, embora seu significado seja incerto. O fato é que esta doação significa que a igreja seria o resultado da transformação de uma casa secular ou igreja doméstica em uma igreja por obra do papa Simplício na segunda metade do século V. A sala foi transformada num mosteiro para servir à vizinha Santa Maria Maggiore. A igreja e sua rica decoração foram destruídas em 1930 para abrir espaço para a construção do Pontifício Instituto Oriental;